# Neurolipa randiella
Neurolipa randiella là một loài bướm đêm thuộc họ Gracillariidae. Nó được tìm thấy ở Hoa Kỳ (Florida).
Sải cánh dài 5.8-6.1 mm.
Ấu trùng ăn Randia aculeata. Chúng ăn lá nơi chúng làm tổ.